# 알바인의 역사
『알바인의 역사』(고대 아일랜드어: Senchus fer n-Alban)는 10세기에 편찬된 고대 게일어 문헌이다. 달 리어타의 왕사와 달 리어타 연맹왕국을 구성한 소왕국들의 호구조사를 기록한 것이다.
호구조사는 상대적으로 짧아서, 필사본 판본마다 다르지만 그 분량은 70-80줄 정도다. 여기에 부록으로 붙은 「알바 족보서」(Genelaig Albanensium)에 알바 왕국의 국왕 말 콜룸 2세 막 키나다와 카우산틴 3세 막 킬렌의 족보와 안브켈라크 막 페르카르를 비롯한 달 리어타 왕들의 계보가 기록되어 있다.
대부분의 판본에서 이 왕사는 달 리어타가 페르구스 1세 모르에게서 비롯되었다는 후기 신화를 따르고 있다. 두월터흐 막 이러비시의 판본에서는 코나레 모르 또는 코나레 콤의 아들 카르프러 리어타가 달 리어타의 시조로, 코너리씨에 그 근원을 둔다는 초기 신화가 기록되어 있다. 카르프러 리어타는 베다 베네라빌리스의 『앵글인의 교회사』에 언급되는 "레우다(Reuda)"와 동일인물일 가능성이 있다. 「알바 족보서」 및 롤린슨 B 502 필사본에 보존된 유사한 족보서들에서는 카르프러 리어타를 페르구스 1세의 10대조 내지 15대조 조상이라고 비정하고 있다.
이 족보의 역사적 가치는 실재성이 확실한 왕들이 수록되어 있는 후반 부분에 대부분 한정된다. 적어도 6세기 중반의 코날 막 콤갈부터는 신화가 아니라 역사에 속하는 것으로 본다. 이 족보에 실린 왕들 중 마지막으로 실재성이 확인되는 왕은 660년경에 죽은 코날 크란돔너 막 에크다크다.
본 문헌에는 달 리어타가 세 개의 소왕국으로 나뉘었다고 기록하고 있는데, 각각 케넬 느가브란, 케넬 로아른, 케넬 농구사였다. 이 호구조사가 기록될 당시 케넬 콤갈은 케넬 느가브란의 일부였던 것으로 보인다. 이 소왕국들은 달 리어타 연맹왕국에 군사적 의무를 가지고 있었는데, 아일랜드섬의 소왕국들은, 만일 달 리어타를 이루는 소왕국들 중에 아일랜드섬의 소왕국도 있었을 경우의 이야기지만, 그런 의무가 명시되어 있지 않다. 한가지 흥미로운 점은 케넬 로아른을 이루는 영토 중에 아르길라가 포함되어 있다는 것이다. 이것이 아일랜드섬 출신의 정착자들을 의미하는 것인지, 또는 단순히 속국들 중 하나일 뿐인지는 분명하지 않다.
본 문헌에는 브리튼 제도에서 일어난 해전에 관한 기록 중 가장 오래된 기록으로 여겨지는 부분이 있다. 718년에 달 리어타의 경쟁집단들 사이에 해전이 있었다는 짤막한 언급이 그것이다.